# Оскар (кинопремия, 1930, ноябрь)

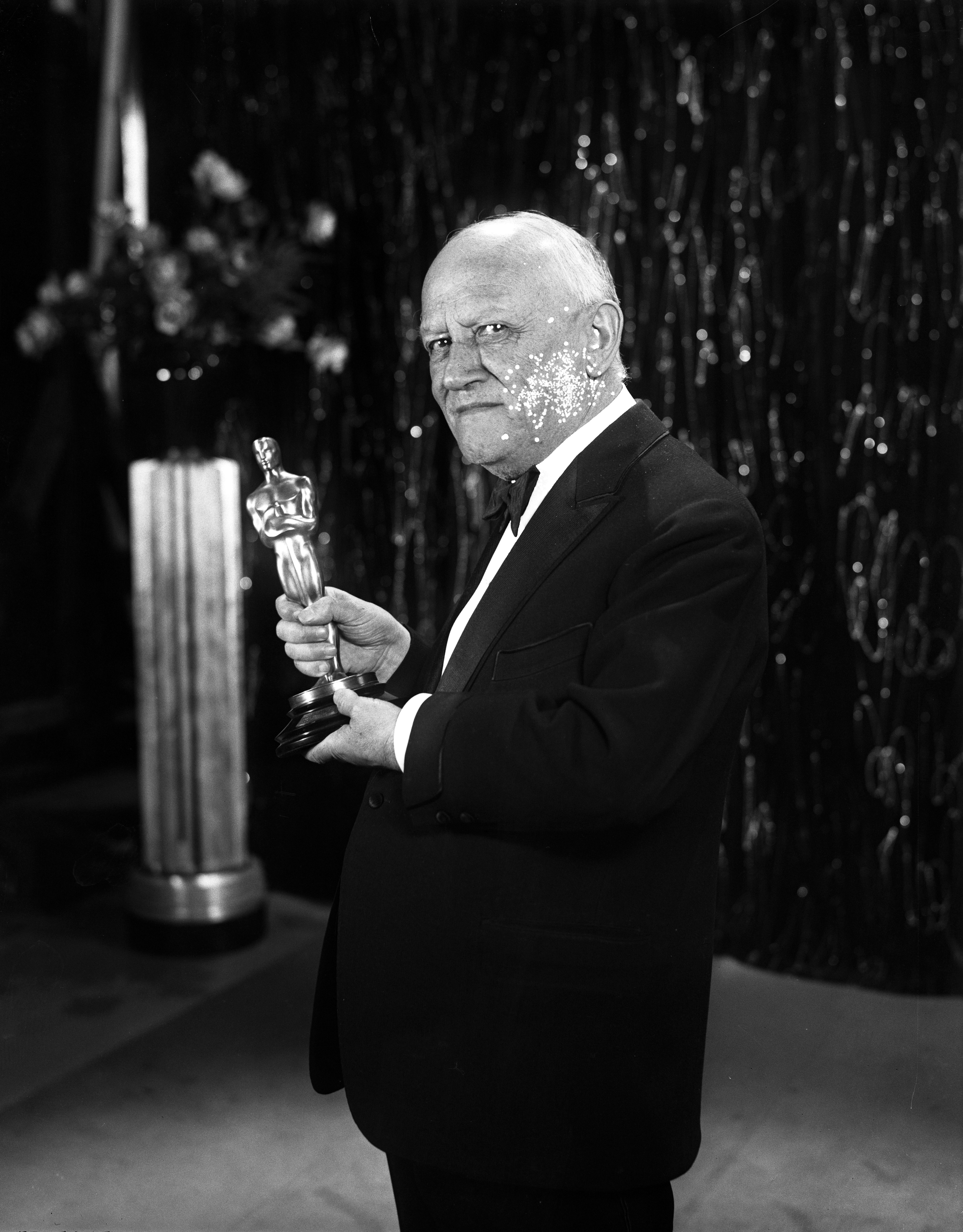
Статуэтку «Оскар» держит основатель студии Universal и отец продюсера фильма «На Западном фронте без перемен» Карл Леммле. Фильм получил две премии — за лучший фильм и лучшую режиссуру

3-я церемония награждения кинопремии «Оскар» прошла 5 ноября 1930 года в банкетном зале отеля «Амбассадор» в Лос-Анджелесе. Собравшиеся гости выслушали сообщение президента Ассоциации продюсеров и прокатчиков кинофильмов Уилла Х. Хейса. Директор МГМ Луи Б. Майер огласил списки новых лауреатов.
Для оптимизации периодов номинирования и сроков проведения было принято решение об организации второй в 1930 году церемонии в ноябре (первая проводилась в апреле, см. 2-я церемония). В результате 1930 год стал единственным, когда были проведены 2 церемонии награждения.
Были приняты новые правила процедуры голосования — номинации и награждение стали определяться только голосами членов Американской киноакадемии. Это была последняя церемония, на которой вручались позолоченные статуэтки из бронзы. В дальнейшем все награды изготавливались из оловянно-свинцового сплава «британиума».

## Лауреаты и номинанты
Лауреаты выделены отдельным цветом. 

Здесь приведён список кинокартин, получивших несколько номинаций:
- Шесть номинаций: «Парад любви»;
- Четыре номинации: «На Западном фронте без перемен» (получил 2 премии);
- Три номинации: «Казённый дом» (2 премии), «Дизраэли» (1 премия), «Развод» (1 премия), «Анна Кристи»;
- Две номинации: «Роман», «Бульдог Драммонд».

| Категории                  | Лауреаты и номинанты                                                                                            |
| -------------------------- | --- |
| Лучший фильм               | «На Западном фронте без перемен»/All Quiet on the Western Front                                                 |
| Лучший фильм               | «Дизраэли»/Disraeli                                                                                             |
| Лучший фильм               | «Казённый дом»/The Big House                                                                                    |
| Лучший фильм               | «Парад любви»/The Love Parade                                                                                   |
| Лучший фильм               | «Развод»/The Divorcee                                                                                           |
| Лучшая режиссёрская работа | Льюис Майлстоун — за фильм «На Западном фронте без перемен»/All Quiet on the Western Front                      |
| Лучшая режиссёрская работа | Кларенс Браун — за фильм «Роман»/Romance и «Анна Кристи»/Anna Christie                                          |
| Лучшая режиссёрская работа | Кинг Видор — за фильм «Аллилуйя»/Hallelujah                                                                     |
| Лучшая режиссёрская работа | Роберт Леонард — за фильм «Развод»/The Divorcee                                                                 |
| Лучшая режиссёрская работа | Эрнст Любич — за фильм «Парад любви»/The Love Parade                                                            |
| Лучшая мужская роль        | Джордж Арлисс — за роль в фильме «Дизраэли»/Disraeli                                                            |
| Лучшая мужская роль        | Джордж Арлисс — за роль в фильме «Зелёная богиня»/The Green Goddess                                             |
| Лучшая мужская роль        | Уоллес Бири — за роль в фильме «Казённый дом»/The Big House                                                     |
| Лучшая мужская роль        | Рональд Колман — за роль в фильме «Бульдог Драммонд»/Bolldog Drummond и «Заключённый»/Condemned                 |
| Лучшая мужская роль        | Лоуренс Тиббетт — за роль в фильме «Песня мошенника»/The Rogue Song                                             |
| Лучшая мужская роль        | Морис Шевалье — за роль в фильме «Большой пруд»/The Big Pond и «Парад любви»/The Love Parade                    |
| Лучшая женская роль        | Норма Ширер — за роль в фильме «Развод»/The Divorcee                                                            |
| Лучшая женская роль        | Норма Ширер — за роль в фильме «Их собственное желание»/Their Own Desire                                        |
| Лучшая женская роль        | Рут Чаттертон — за роль в фильме «Сара и сын»/Sarah and Son                                                     |
| Лучшая женская роль        | Грета Гарбо — за роли в фильмах «Анна Кристи»/Anna Christie и «Роман»/Romance                                   |
| Лучшая женская роль        | Глория Свенсон — за роль в фильме «Правонарушитель»/The Trespasser                                              |
| Лучшая женская роль        | Нэнси Кэрролл — за роль в фильме «Торжество дьявола»/The Devil’s Holiday                                        |
| Лучший сценарий            | Фрэнсис Марион — «Казённый дом»/The Big House                                                                   |
| Лучший сценарий            | Джулиэн Джозефсон — «Дизраэли»/Disraeli                                                                         |
| Лучший сценарий            | Джон Миен — «Развод»/The Divorcee                                                                               |
| Лучший сценарий            | Джордж Эбботт, Максвел Андерсон и Делл Эндрюс — «На Западном фронте без перемен»/All Quiet on the Western Front |
| Лучший сценарий            | Ховард Эстабрук — «Улица удачи»/Street of Chance                                                                |
| Лучшая операторская работа | Джозеф Т. Ракер и Уиллард Ван дер Вер — «С Бэрдом на Южный полюс»/With Byrd at the South Pole                   |
| Лучшая операторская работа | Уильям Дэниелс — «Анна Кристи»/Anna Christie                                                                    |
| Лучшая операторская работа | Тони Гаудио и Гарри Перри — «Ангелы ада»/Hell’s Angels                                                          |
| Лучшая операторская работа | Артур Эдисон — «На Западном фронте без перемен»/All Quiet on the Western Front                                  |
| Лучшая операторская работа | Виктор Милнер — «Парад любви»/The Love Parade                                                                   |
| Лучшая работа художника    | Херман Росси — «Король джаза»/King of Jazz                                                                      |
| Лучшая работа художника    | Ханс Драйер — «Король-бродяга»/The Vagabond king                                                                |
| Лучшая работа художника    | Ханс Драйер — «Парад любви»/The Love Parade                                                                     |
| Лучшая работа художника    | Уильям Кэмерон Мензис — «Бульдог Драммонд»/Bolldog Drummond                                                     |
| Лучшая работа художника    | Джек Окей — «Сэлли»/Sally                                                                                       |
| Лучший звук                | Даглас Ширер — «Казённый дом»/The Big House                                                                     |
| Лучший звук                | Джордж Гроувз — «Песня пламени»/The Song of the Flame                                                           |
| Лучший звук                | Оскар Лагерстром — «Лотерея»/Raffles                                                                            |
| Лучший звук                | Джон Трибби — «Случай с сержантом Гришей»/The Case of Sergeant Grischa                                          |
| Лучший звук                | Франклин Хансен — «Парад любви»/The Love Parade                                                                 |